# باربودا
باربودا (به انگلیسی: Barbuda) یکی از دو جزیره اصلی تشکیل دهنده کشور آنتیگوا و باربودا در منطقه دریای کارائیب می‌باشد. این جزیره در محدوده جزایر بادپناه و آنتیل کوچک قرار گرفته‌است.
جزیره بارابودا ۱۶۰٫۵۶ کیلومتر مربع مساحت و ۱٬۶۳۸ نفر جمعیت دارد. شهر بزرگ این جزیره کادرینگتون نام دارد که پیش از وقوع توفان ایرما در سال ۲۰۱۷، حدود ۱۲۵۰ نفر جمعیت داشت.
تا پیش از وقوع توفان ایرما، باربودا جزیره‌ای آرام و امن بود که مردم آن از طریق ماهیگیری و کشاورزی گذران زندگی می‌کردند. توفان ایرما در ششم سپتامبر ۲۰۱۷ باربودا را نابود کرد و تقریباً تمامی منازل و زیرساخت‌های جزیره را ویران کرد. پس از این توفان، تقریباً همه ساکنان باربودا به آنتیگوآ منتقل شدند.
در باربودا هیچ‌کس مالک زمین به حساب نمی‌آید و یک شورای منتخب مردم تملک اراضی کل جزیره را برعهده دارد. باربودا پیش از توفان نیز بندر و زیرساخت مدرنی نداشت و متکی به دریافت یارانه از آنتیگوآ بود و تعداد گردشگران به جزیره نیز کم بود. رئیس جمهور کشور آنتیگوا و باربودا نظام تملک مشترک اراضی را مانع رشد باربودا می‌داند و سعی در تغییر آن دارد اما این امر با مخالفت اهالی باربودا مواجه است که این نظام را بخش مهمی از فرهنگ جزیره‌ای خود می‌دانند.

## نقشه‌ها

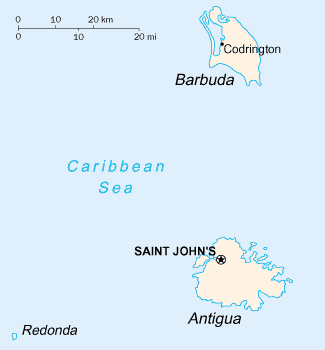
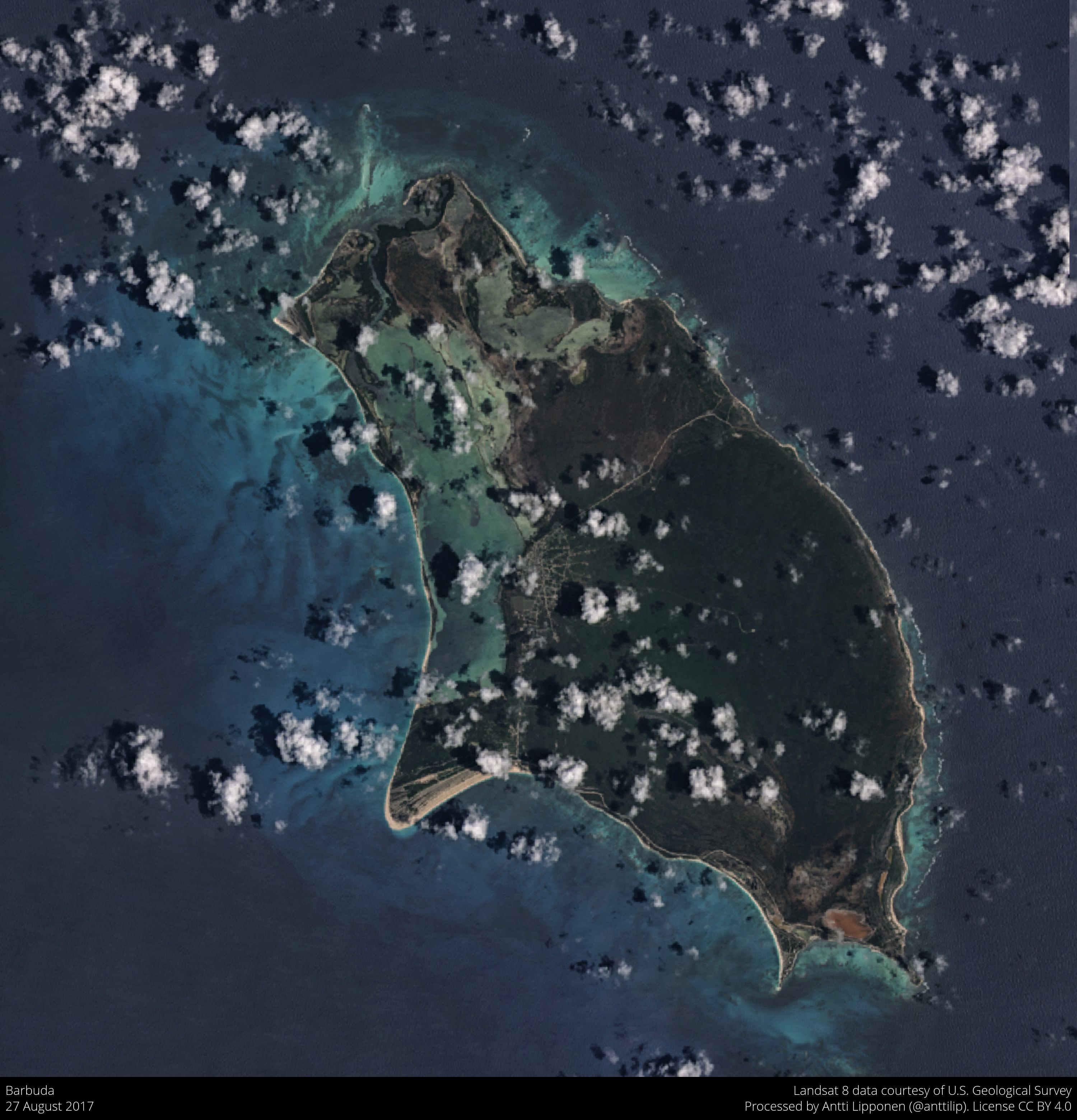
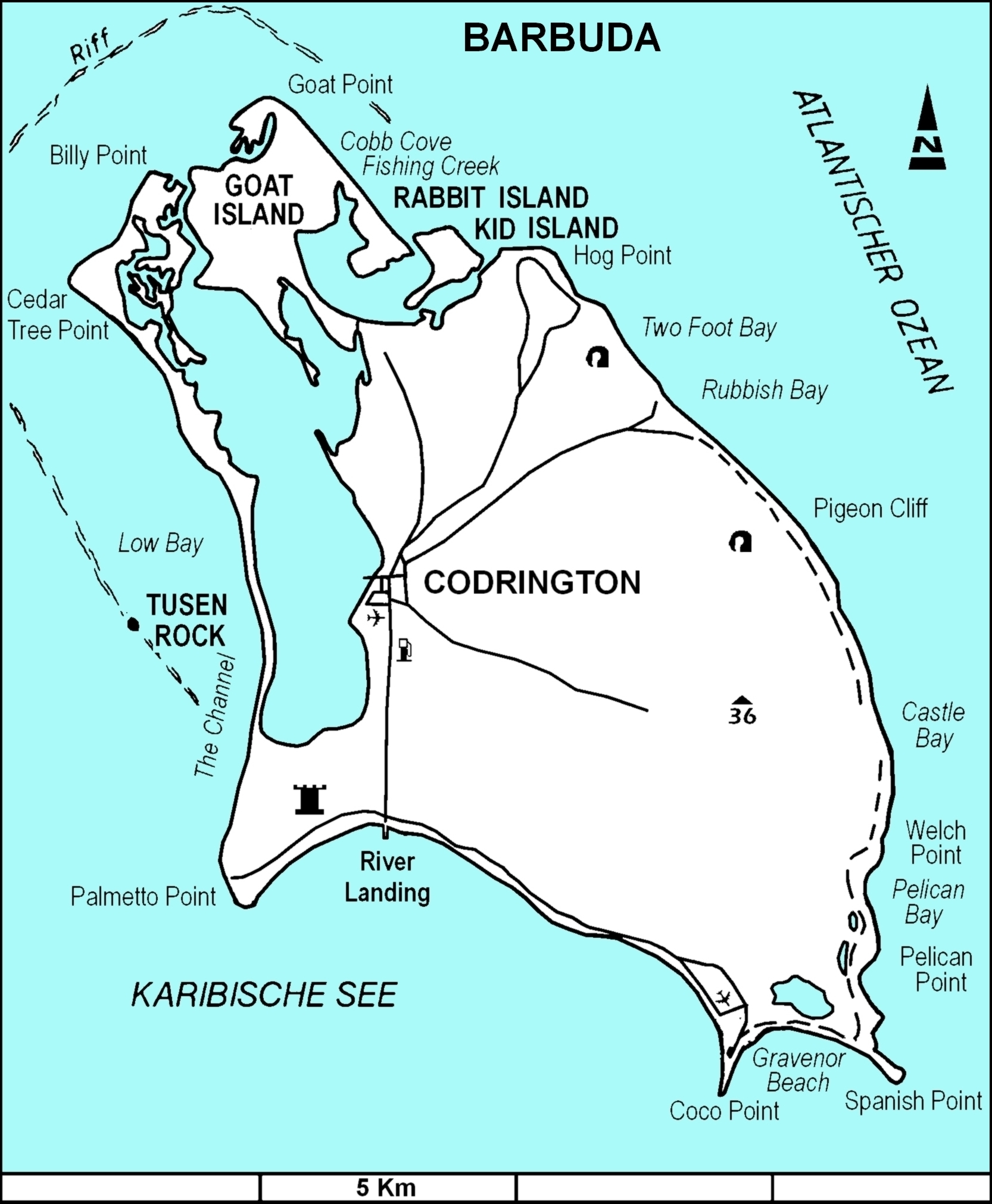